# Domingos de Pinho Brandão
Dom Domingos de Pinho Brandão (n. Rossas, Arouca, 1920 – m. Porto, 1988) foi um professor universitário, arqueólogo, historiador de arte e bispo português.
Domingos de Pinho Brandão nasceu a 9 de Janeiro de 1920, na freguesia de Rossas, Arouca, na Casa do Outeiro, lugar do Outeiro, filho de Domingos de Pinho Brandão (parente da família Almeida Brandão, da Casa de Telarda, lugar de Telarda, Rossas) e de D. Luciana Joaquina Martins de Pinho Brandão. O pai de D. Domingos de Pinho Brandão comprou a Casa do Outeiro, no fim do século XIX, a Augusto de Pina Resende de Abreu Freire, que era tio do professor universitário, médico e Prémio Nobel de Medicina António Egas Moniz: António Caetano de Abreu Freire Egas Moniz.
Era parente e amigo do autarca arouquense António de Almeida Brandão, para além do pai de António de Almeida Brandão, José de Almeida Brandão (Casa de Telarda de Cima, Rossas-Arouca), se ter casado, depois da morte de sua primeira mulher, Maria Soares de Figueiredo (da Quinta do Toural-Canelas- Arouca), com uma tia paterna de Domingos de Pinho Brandão, tendo também a filha mais velha de António de Almeida Brandão, Lilita de Almeida Azevedo Brandão, se casado com um dos irmãos de Domingos de Pinho Brandão.
Destacada figura da Igreja e da cultura, foi nomeado bispo auxiliar de Leiria em 1966 e, mais tarde, bispo auxiliar do Porto (1972-88). Investigador notável e plurifacetado no campo da história de arte, arqueologia, epigrafia, numismática, museologia, deixou inúmeros escritos nestas áreas.
Frequentou o Seminário Maior do Porto, terminando o seu curso de Teologia na Universidade Gregoriana. Foi ordenado sacerdote em Roma, na Basílica de S. João de Latrão (1943). Depois de ter paroquiado na sua terra natal, foi escolhido para o exercício da Reitoria do Seminário Maior do Porto pelo então bispo do Porto, Dom António Ferreira Gomes, que apostou no seu «carácter firme e transparente, inteligência lúcida, dúctil e activa…» (António Ferreira Gomes, «D. Domingos de Pinho Brandão», in Lucerna, 1984). Com os problemas levantados na diocese do Porto pelo exílio do bispo Dom António Ferreira Gomes, a quem se manteve sempre fiel, viu-se obrigado a abandonar a orientação do seminário.
Sofrendo de uma saúde precária, Dom Domingos de Pinho Brandão não se limitou a ser um estudioso, mas revelou-se um homem de acção incansável. Promoveu a criação do Museu Diocesano de Arte Sacra de Leiria e do Museu de Arqueologia e Arte Sacra do Seminário do Porto. O Museu de Arqueologia e Arte Sacra foi fundado por Dom Domingos de Pinho Brandão, tem sido mantido e renovado ao longo dos anos, permanecendo como um dos mais importantes Museus da Arte Sacra não apenas da região norte, mas de todo o país. Este museu reúne sobretudo esculturas desde o século XIV até à actualidade, bem como outros objectos artísticos, como algumas pinturas de relevante valor, objectos litúrgicos, paramentos e alfaias para a liturgia. Dirigiu também o rico Museu Regional de Arte Sacra de Arouca. Ensinou no Liceu Alexandre Herculano, em vários colégios, centros, instituições e na Faculdade de Letras do Porto. Foi membro da Academia Nacional de Belas Artes e da Academia Portuguesa da História. Participou em reuniões científicas e trabalhos de escavação, tanto em Portugal como no estrangeiro, tendo impulsionado e organizado os Colóquios Portuenses de Arqueologia de 1961 a 1966.
Durante largos anos, o Centro de Estudos Humanísticos do Porto contou com a sua colaboração, particularmente decisiva quando, juntamente com Luís de Pina e A. Vasco Rodrigues, fundou a revista Lucerna (1961), que dirigiu e na qual colaborou assiduamente. Nela deu a conhecer uma divindade do panteão lusitano e apresentou o estudo de uma lápide de Fermedo (Arouca), motivo de discussão com Scarlat Lambrino. Colaborou ainda na Revista de Guimarães, em Museu, Humanitas e Douro Litoral e na Enciclopédia Verbo.
No dia 8 de Dezembro de 1975, Dom Domingos de Pinho Brandão, enquanto bispo auxiliar do Porto, foi quem emitiu os documentos de reconhecimento canónico das relíquias extraídas do corpo incorrupto da Beata Irmã Maria do Divino Coração, condessa Droste zu Vischering, religiosa da Congregação de Nossa Senhora da Caridade do Bom Pastor e Madre Superiora do Convento do Bom Pastor do Porto.
A obra de maior vulto, deixada incompleta, constaria de 6 volumosos tomos sobre talha dourada, referentes à diocese do Porto. Desta «obra monumental» (como se lhe refere Flórido de Vasconcelos) foram publicados quatro volumes. A revista Lucerna dedicou-lhe um «Número extraordinário: Colectânea de Estudos de Homenagem a Dom Domingos de Pinho Brandão», 1984. A sua vasta bibliografia encontra-se organizada por José Manuel R. Araújo e Fernando Manuel Beça, in Atrium, nº. 4, 1988, pp. 81–94.
Foi-lhe atribuído o nome de uma alameda no centro da vila de Arouca: a Alameda D. Domingos de Pinho Brandão, onde se encontra o seu busto, da autoria da escultora Irene Vilar, que foi oferecido, ao Município de Arouca, pela Fundação Engenheiro António de Almeida, inaugurado a 7 de Março de 1992, bem como foi atribuído o seu nome a uma rua na zona de Nevogilde, na freguesia de Aldoar, Foz do Douro e Nevogilde, na cidade do Porto, bem como a uma rua na cidade de Leiria. Também foi fundado um Centro de Estudos, sediado no Mosteiro de Arouca, constituído em torno do espólio documental de D. Domingos de Pinho Brandão (de onde se criou a Biblioteca Memorial D. Domingos de Pinho Brandão no ano de 2015) e que publica uma revista académica denominada 'Poligrafia'.
Faleceu em 1988, no Porto.